# كوماموناسية كورينية
كوماموناسية كورينية (الاسم العلمي: Comamonas koreensis) هي نوع من البكتيريا، سلبية الغرام، تتبع جنس الكوماموناسية.